# Concessions a Tianjin

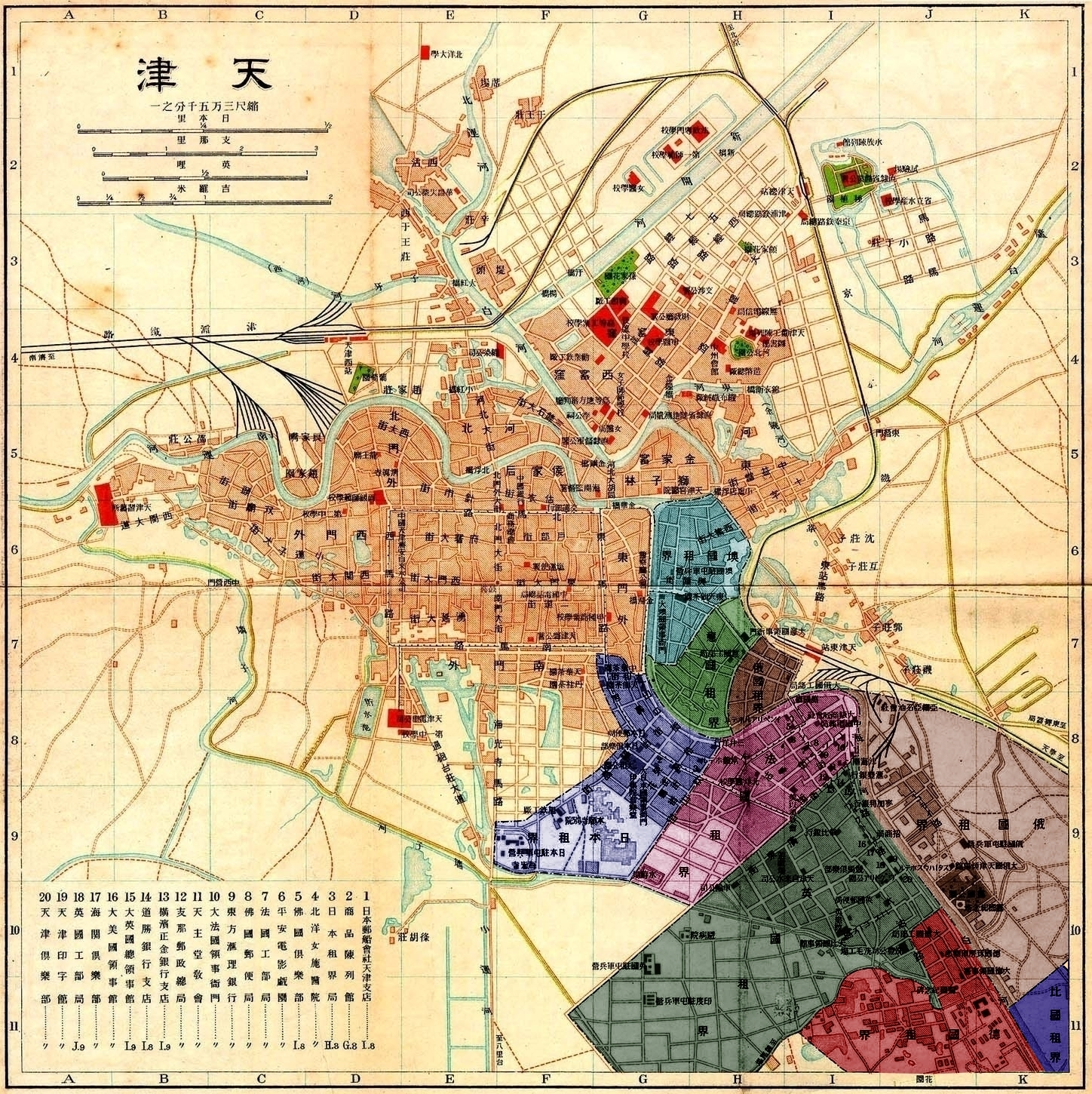
Les concessions a Tianjin:
- Riba oriental del riu Hai:
Imperi Austrohongarès
Itàlia
Rússia (2 àrees separades)
Bèlgica
- Riba occidental del riu Hai:
Japó
França
Regne Unit
Alemanya

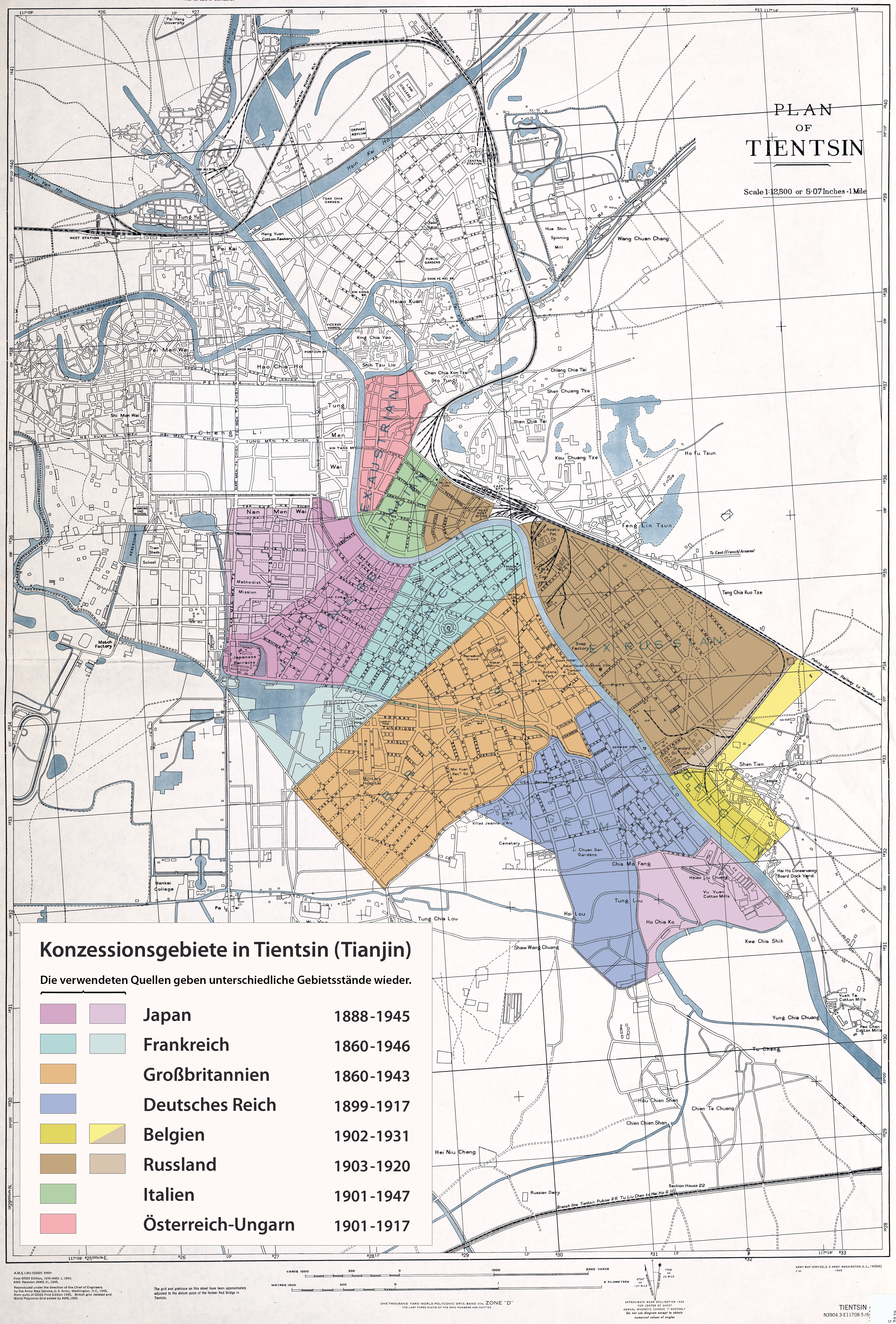
Mapa de les concessions a Tianjin

Les concessions a Tianjin van ser territoris traspassats mitjançant concessió per la dinastia Qing als poders imperials a Tianjin (Xina). La denominació romanitzada antigament era la de Tientsin.

## Context general
A mitjans del segle xix, Tianjin va ser obert fins al comerç exterior, i la importància de Tianjin va ser realçada pels ferrocarrils que l'uneixen amb Pequín d'una banda des de 1897, i amb Shanhai-Kwan i Manxúria a l'altre.
Les concessions britàniques i franceses van ser les primeres a ser creades a Tientsin, entre 1895 i 1900 van ser afiliats per Japó, Alemanya, Rússia imperial, i fins i tot per països que van sostenir encara concessions en una altra part a la Xina; Àustria-Hongria, Itàlia i Bèlgica posseïren concessions autònomes cada una amb les seves pròpies presons, escoles, casernes i hospitals. Els establiments europeus van cobrir cinc milles en total, el front del riu governat per poders estrangers.
Les concessions a Tianjin es van desmuntar a mitjans del segle xx, primer amb la diplomàcia encertada sota el Guomindang i més tard quan el nou govern amb el Partit Comunista de la Xina va agafar tota la propietat estrangera a la Xina continental, ja que ideològicament no podien permetre cap intrusió imperialista en el seu territori sobirà i indivisible. Per això van denunciar els tractats desiguals com extorsions invàlides. L'excepció va ser Hong Kong, que va obtenir el permís per assolir l'expiració de part de l'arrendament.

## Concessió britànica
La concessió britànica, en la qual se centrava el comerç, va estar situada al banc dret del riu Peiho, sota la ciutat natal, i ocupava aproximadament uns 200 acres. Va ser pactat en un arrendament a perpetuïtat concedit pel govern xinès a la Corona britànica, amb diverses zones que passaren a propietaris privats, de la mateixa manera com es va fer a Hankow. La direcció local va ser confiada a un consell municipal organitzat en línies similars a les que existien a Xangai.

## Concessió italiana
El 7 de setembre de 1901, una concessió a Tianjin va ser traspassada per la Xina a Itàlia, i el 7 juny 1902 fou la presa en possessió italiana, administrada pel cònsol italià. Tenia una població de 6.261 habitants el 1935, amb 536 estrangers. Tot i que va arribar a tenir una guarnició de fins a 600 tropes italianes cap al 1943, el 10 de setembre de 1943 va ser ocupada pel Japó. A finals de 1943, la República Social Italiana va abandonar la concessió al Govern Nacional xinès controlat pels japonesos, govern no reconegut pel Regne d'Itàlia, ni per la República de la Xina. El 10 febrer 1947 va ser formalment traspassada a la Xina per la Itàlia de la postguerra.